# Православная церковь

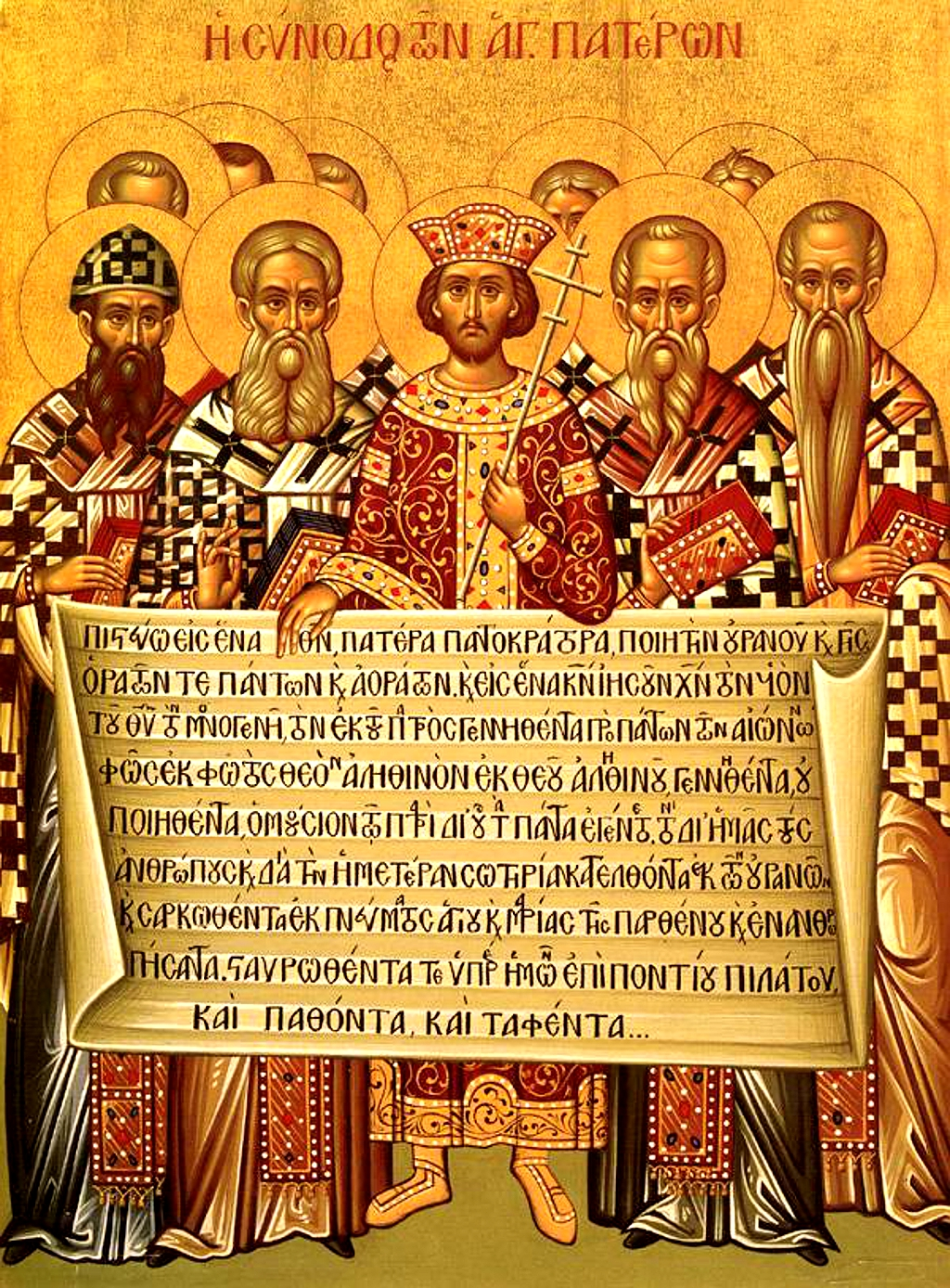
Икона с изображением императора Константина и епископов Первого Никейского собора (325), держащих Никео-Цареградский Символ веры (381)

Правосла́вная це́рковь (греч. Ἡ Ὀρθόδοξη Ἐκκλησία) — вторая по числу приверженцев после Католической христианская церковь в мире. Численность членов Православной церкви по разным оценкам составляет около 200 — 300 миллионов и, возможно, свыше 300 миллионов. Иногда называют также «Православной церковью византийской традиции», «Греко-православной церковью» или «Восточной православной церковью», поскольку Католическая церковь и Древние восточные церкви, признающие решения только первых трёх Вселенских соборов, тоже считают себя ортодоксальными (православными).
Православная церковь, составляемая сообществом поместных церквей — автокефальных и автономных, считает себя единой святой соборной и апостольской Церковью, основатель и глава которой — Иисус Христос. Каждая автокефальная церковь самостоятельна и независима в делах своего административного управления от других поместных церквей, но едина с ними в вероучении. Автономные церкви находятся в канонической зависимости от той или иной автокефальной (кириархальной) церкви.
Учение Православной церкви содержится в Священном Предании, которое включает в себя, кроме Священного Писания, определения Вселенских и некоторых Поместных соборов, принятые всей Церковью, каноны (своды правил апостолов, Вселенских и некоторых Поместных соборов), утверждённые Церковью литургические тексты, творения Отцов Церкви, жития святых, а также обычаи Церкви. Священное Писание для православных христиан является наиважнейшей формой Священного Предания. Православная церковь имеет иерархическое устройство.
Православные церкви в светской религиоведческой классификации делят на:
- мировое (вселенское) православие — четыре из пяти патриархатов древней пентархии: Константинопольский, Александрийский, Антиохийский, Иерусалимский, Московский (церкви, собственно, греко-византийской традиции наряду с церковью Кипра, особый статус которых в неразделённой христианской Церкви закреплён постановлениями Вселенских соборов) и находящиеся с ними в евхаристическом общении (то есть признанные как православные) национальные поместные церкви➤;
- юрисдикции греко-православной традиции (чаще всего малочисленные), не признанные мировым православием и являющиеся с его точки зрения неканоническими; соответственно, не находящиеся в евхаристическом общении с ними, а чаще всего и между собой➤.

## Поместные церкви

### Автокефальные церкви
Существующий порядок старшинства чести (официальная очерёдность в диптихе) поместных церквей возник после Великого церковного раскола: прежде признаваемое на Востоке за Римской кафедрой первое по чести место (primus inter pares) перешло престолу патриархов Константинопольских. Во II тысячелетии возник ряд новых автокефальных церквей, идущих в диптихах после Иерусалимского патриархата. С 2022 года существует 14 автокефальных церквей и 3 Церкви (Американская, Украинская и Македонская), чей автокефальный статус признаётся только некоторыми Церквями.
| Диптих Константинопольского патриархата | Диптих Московского патриархата |
| --- | --- |
| Автокефальные церкви: | |
| 1. Константинопольская 2. Александрийская 3. Антиохийская 4. Иерусалимская 5. Русская 6. Сербская 7. Румынская 8. Болгарская 9. Грузинская 10. Кипрская 11. Элладская (Греческая) 12. Польская 13. Албанская 14. Чешских земель и Словакии 15. Украины | 1. Антиохийская 2. Иерусалимская 3. Русская 4. Грузинская 5. Сербская 6. Румынская 7. Болгарская 8. Албанская 9. Польская 10. Чешских земель и Словакии 11. Православная церковь в Америке 12. Македонская |

- Православная церковь в Америке в автокефальном статусе признана Московским патриархатом и Болгарской, Грузинской, Польской и Чехословацкой церквями, но рассматривается Константинопольским патриархатом как часть Русской церкви[22].
- Православная церковь Украины (ПЦУ) признана Константинопольским патриархатом, который предоставил ей автокефалию 5 января 2019 года, а также Александрийским патриархатом, Кипрской и Элладской церквями. 14 сентября 2018 года Русская православная церковь исключила из диптиха Константинопольский патриархат, заявив об его антиканонических действиях, направленных на создание Православной церкви Украины (ПЦУ)[23][24][25][комм 3]; в ответ на признание ПЦУ — Элладскую церковь (3 ноября 2019 года)[26][комм 4], Александрийскую церковь (8 ноября 2019 года)[27][комм 5] и Кипрскую церковь (20 ноября 2020)[комм 6]. Русская и Сербская[28] церкви заявили о непризнании ПЦУ как православной церкви в каком бы то ни было статусе. Остальные церкви по состоянию на декабрь 2019 года не высказывали своих официальных позиций по поводу признания или принципиального непризнания (отказа признать) ПЦУ — как в отношении статуса автокефалии, так и в отношении легитимности как церкви.
- В мае 2022 года в евхаристическое общение была принята Македонская православная церковь (Охридская архиепископия), которая в 1967 году односторонне провозгласила автокефалию, не признанную до мая 2022 года со стороны Сербской церкви[29][30]. Томос об автокефалии Македонской православной церкви, полученный 24 мая 2022 года от Сербской православной церкви, признан также церквями Русской, Болгарской, Польской, Румынской, Чешских земель и Словакии, сама же Македонская (Орхидская) православная церковь официально рассматривает его как «рекомендацию к автокефалии», ожидая канонической автокефалии от Константинопольского патриархата[31][32][33]. 25 августа 2022 года Священный Синод Русской православной церкви постановил: «Признать Македонскую Православную Церковь — Охридскую Архиепископию автокефальной Церковью-Сестрой и вписать имя ее Предстоятеля Блаженнейшего Архиепископа Охридского и Македонского Стефана в священные диптихи»[34].

### Автономные церкви
1. Синайская в юрисдикции Иерусалимской церкви
2. Финляндская в юрисдикции Константинопольской церкви (в 1957 году автономия Финляндской православной церкви была признана Московским патриархатом)
3. Эстонская (апостольская) в юрисдикции Константинопольской церкви[комм 7]
4. Японская в юрисдикции Русской церкви[комм 8]
5. Китайская в юрисдикции Русской церкви [фактически не функционирует][комм 9]

### Самоуправляемые церкви
В составе Вселенского патриархата:
- Критская православная церковь (с 1965 года имеет статус полуавтономии в составе Константинопольского патриархата)
- Украинская православная церковь в Канаде
- Украинская православная церковь в США
- Украинская православная церковь в диаспоре [де-факто часть УПЦ в США]

В составе Московского патриархата:
- Украинская православная церковь (УПЦ МП)
- Русская православная церковь за границей (РПЦЗ)
- Латвийская православная церковь
- Православная церковь Молдовы
- Эстонская православная церковь Московского патриархата

В составе других автокефальных церквей:
- Бессарабская митрополия (Румынский патриархат)[35]
- Антиохийская православная архиепископия Северной Америки (Антиохийский патриархат)

### Границы юрисдикций и получение автокефалии
Пределы поместных церквей традиционно имеют тенденцию сообразовываться с границами национально-государственного размежевания, но определённой нормы в отношении данного вопроса нет. Так, Московский патриархат, исторически почти всегда имевший юрисдикцию в пределах Российского государства (или СССР), после распада СССР в 1991 году простирает свою исключительную юрисдикцию на все страны бывшего СССР, кроме Грузии и Армении.
На основании некоторых канонических положений (Правила 9-е, 17-е и 28-е Четвёртого Вселенского собора, 34-е Правило Святых апостолов) Константинопольский патриархат с 1920-х годов полагает, что вся православная «диаспора» должна находиться в его окормлении (церковной юрисдикции), а православные общины на территориях, вышедших из-под гражданско-политической юрисдикции государств (то есть ставшие суверенными государствами), имеют право на организацию в составе автономной церкви под его верховной юрисдикцией. Так, на основании, в частности, указанных канонов Константинопольский патриархат в феврале 1996 года совершил «Патриаршее и Синодальное Деяние o возобновлении Патриаршего и Синодального Томоса 1923 года касательно Православной Эстонской Митрополии», которое, в частности, гласило: «проявив осторожное поведение и предусмотрев всё необходимое, в соответствии с канонической традицией с незапамятных времён, когда Святейший Вселенский Престол получил право изменять и обеспечивать устройство Церквей и существо дел в соответствии с потребностями времени и благостоянием всего сонма, всегда стремясь к согласному и благоприятному образу и правлению местного и вселенского, снова провозглашаем восстановление Патриаршего и Синодального Томоса 1923 года в отношении Православной Эстонской Митрополии во всех его деталях». Эпиграфом к указанному Деянию было изречение Патриарха Фотия: «Это обычное дело — менять границы Церкви, когда меняются политические образования и правительства» (см. также Варфоломей и Русская Православная Церковь и в статье Русская Православная Церковь при Патриархе Алексии II). Официальный представитель Московской патриархии в августе 2008 года заявил: «Политические решения не определяют вопросы о церковных юрисдикциях и сферах пастырской ответственности. Эти вопросы должны решаться на каноническом поле в ходе диалога между двумя Церквами».
В начале 2008 года юрисдикционный конфликт между Московским и Константинопольским патриархатами возник вокруг территории Китайской Народной Республики вследствие реорганизации Константинопольским патриархатом своей Гонконгской митрополии с включением в её состав территории Китайской Народной Республики, что Священный синод Русской православной церкви на своём заседании 15 апреля 2008 года расценил как «посягательство на права Китайской автономной православной церкви», которая де-факто ныне не существует, но исторически рассматривается Московским патриархатом как находящаяся в её канонической юрисдикции. Выступая 26 июля 2008 года перед собравшимися представителями различных (канонической и неканонических) украинских юрисдикций в Киеве, в рамках торжеств в связи с 1020-летием «Крещения Киевской Руси» Вселенский патриарх Варфоломей I отметил, что уступка Киевской митрополии Московскому патриархату в XVII веке была обусловлена «аннексией» Украины Московским Царством. В июле 2016 года полномочный представитель Константинопольской Церкви архиепископ Телмисский Иов (Геча) (Константинопольский патриархат), имевший 28 июля 2016 года встречу с президентом Украины, заявил, среди прочего, для украинского СМИ: «<…> после того как обратилась Верховная Рада Украины в Константинопольский Патриархат с просьбой предоставить каноническую автокефалию, эта просьба была рассмотрена на последнем Синоде, и Синод решил отдать этот вопрос комиссии для серьёзного, надлежащего изучения этой проблемы. <…> Новая волна автокефалий всегда была в ответ на политические обстоятельства — создание нового государства или новой империи.» В октябре 2018 года митрополит Эммануил (Адамакис) заявил: «предоставление автокефалии не является, собственно, вопросом повестки дня на Всеправославном соборе, этот вопрос относится исключительно к компетенции Вселенского Патриархата, как Церкви-Матери, которая предоставляет независимость церковному православному украинскому организму. Таков урок истории. Вселенский Патриархат — это источник автокефалии всех Поместных Православных Церквей, за исключением древних Патриархатов, основанных в первом тысячелетии, и за исключением Кипрской Церкви.»
Ряд церквей (в частности, Константинопольский, Антиохийский, Московский, Грузинский, Сербский, Румынский и Болгарский патриархаты) имеют приходы и епархии вне территории своей основной юрисдикции — в так называемой Диаспоре; другие же церкви (Александрийская, Иерусалимская, Кипрская, Элладская) таких структур не имеют. Практика распространения юрисдикции на этническую диаспору создаёт ситуацию, при которой «нарушается принцип канонических территорий и вмешательство одной поместной Церкви в дела другой становится неизбежно».
По вопросу о порядке дарования автокефалии также не существует ясно сформулированных общепризнанных норм, что порождает конфликтные ситуации как между самопровозглашёнными автокефалиями и их кириархальной церковью, так и между Константинопольским патриархатом и Московским патриархатом, который настаивает на праве всякой автокефальной церкви даровать автокефалию своей части. В Констатинопольском патриархате придерживаются мнения, что учреждение автокефалии есть прерогатива вселенского собора, и рассматривают все позднейшие автокефалии (после 787 года) как подлежащие утверждению таковым.
С сентября 1961 года, когда состоялось I Родосское Всеправославное совещание, с перерывами, ведётся практическая подготовка Всеправославного собора, который бы разрешил ряд общецерковных вопросов и проблем. Подготовленный всеми Церквами под председательством Вселенского Патриарха Святой и Великий Собор, состоявшийся в июне 2016 года на Крите, бойкотировался рядом поместных Церквей и не рассматривал спорные вопросы, как то календарь, диптихи, порядок провозглашения автокефалии, которые ранее предусматривалось разрешить. Всеправославный собор принял документ по вопросу о канонической организации Православной Диаспоры, который констатировал, что «на современном этапе невозможен по историческим и пастырским причинам немедленный переход к строго каноническому порядку Церкви, предусматривающему пребывание только одного епископа в одном месте».
После 1991 года, несмотря на численный рост и возрастание влияния внутри России, Московский патриархат в плане мирового влияния стал уступать лидирующие позиции Константинополю, поддерживаемому Соединенными Штатами Америки. Так, когда 9 октября 2007 года делегация Московского патриархата покинула заседание Смешанной комиссии по православно-католическому диалогу в Равенне, ни одна из делегаций других православных церквей не последовала этому примеру, поддержав линию Константинопольской церкви. Ослабление влияния Московского патриархата происходит также и на территории бывшего СССР (без Грузии), которую он считает своей «канонической территорией». Предпринятые в начале 2000-х годов попытки Московского патриархата подчинить своей юрисдикции приходы Западноевропейского экзархата во Франции, а также предотвратить переход в Экзархат (в составе Константинопольского патриархата) значительной части приходов Сурожской епархии закончились неудачей.
Процесс предоставления автокефалии православной церкви Украины, инициированный Вселенским патриархатом в 2018 году, спровоцировал односторонний разрыв евхаристического общения со стороны Московского патриархата.

## Другие православные церкви
Православные церкви вне общения со Вселенским православием — церковные и иные православные объединения, не признанные автокефальными церквями мира. С точки зрения приверженцев мирового православия, все эти церкви представляют собой неканонические структуры.

## Отношения с Католической церковью
В Православной церкви отсутствует единая точка зрения, считать ли «латинян» еретиками, исказившими Символ веры путём самовольного позднейшего добавления Filioque, или схизматиками, отколовшимися от Единой соборной апостольской церкви.
Православная церковь единодушно отвергают догмат о непогрешимости папы в вопросах вероучения и его притязания на главенство над всеми христианами — по крайней мере, в той интерпретации, которая принята в современной Римской церкви. Православная церковь не приемлет ряд иных догматических положений Римско-Католической церкви: филиокве, догмат о непорочном зачатии Девы Марии, учение о чистилище, догмат о телесном вознесении Божией Матери. Православие приветствует симфонию духовной и светской властей (См. статью Цезаропапизм); Римская Церковь ещё со времён раннего Средневековья выступает за полный церковный иммунитет и в лице своего Первосвященника обладает суверенной светской властью (см. в статье Папство).
В декабре 1965 года Вселенским патриархом Афинагором и Папой Римским Павлом VI и их Синодами были сняты взаимные анафемы 1054 года и подписана «Совместная декларация»; «жест справедливости и взаимного прощения» (Совместная декларация, 5) не привёл к преодолению разделения (восстановлению евхаристического общения).
С мая 1980 года время от времени проходят встречи Смешанной богословской православно-римско-католической комиссии по диалогу между поместными православными церквями и Римско-Католической церковью. Председатель отдела внешних церковных связей Московского патриархата митрополит Иларион заявил, что «вступая в диалог, православная церковь отказалась от употребления термина „ересь“ в отношении католичества», пояснив, что мораторий на употребление данного термина на время работы богословской комиссии по православно-католическому диалогу вовсе не значит, что с повестки дня снят сам термин «ересь» или сняты те разногласия, которые существуют между православными и католиками. Действующий Патриарх Русской православной церкви Кирилл при выступлении на Поместном соборе РПЦ 2009 года подчёркнуто и во всеуслышание употребил термин «католическая ересь», а во время проповеди в Тутаеве 11 сентября 2010 г. идею унии с католической церковью назвал «еретическим отступлением от истин православной веры».